# Треска
Вижте пояснителната страница за други значения на Треска.
Трѐската, наричана още атлантическа трѐска (Gadus morhua), е трапезна риба от семейство Gadidae, с ниско съдържание на мазнини.
Теглото ѝ е от 5 до 12 kg. Достига дължина до 1,8 m, въпреки че преобладават тези с дължина 40 – 80 cm на възраст от 3 до 10 години. Може да си мени цвета от сиво-зеленикав до керемидено-червен.
Една от най-плодовитите риби – женският екземпляр може да снесе до 9 милиона яйца. Яйцата плуват във водата до излюпването на малките рибки. Много малък брой от тях оцеляват обаче, тъй като други риби изяждат много от яйцата и новоизлюпените трески.
Ареалът на треската е умерените води на Атлантическия океан. Съществува в няколко подвида: арктическа, беломорска, балтийска и др.